# Sân vận động Brianteo
Sân vận động Brianteo, được biết đến với lý do tài trợ là Sân vận động U-Power kể từ tháng 9 năm 2020, là một sân vận động đa năng ở Monza, Ý và là sân nhà của AC Monza. Chủ yếu được sử dụng cho các trận đấu bóng đá, sân vận động được xây dựng vào năm 1988 và có sức chứa 16.917 chỗ ngồi. Sân vận động cũng được sử dụng cho các trận đấu bóng bầu dục, buổi hòa nhạc và các sự kiện khác.